# Caudinidae
Caudinidae es una familia de pepinos de mar, animales marinos con cuerpos alargados, pieles correosas y tentáculos que se encuentran en el fondo del mar.

## Descripción
Los miembros de la familia Caudinidae son pepinos de mar bastante pequeños y redondos con una pared corporal delgada y sin patas tubulares. Son relativamente inactivos y viven en una madriguera en forma de "U" en la arena o barro, en el fondo del mar. Sus tentáculos se extienden por encima del sedimento para atrapar las partículas de alimento y su región caudal puede alargarse y extenderse a la superficie. Esto puede ayudar con el intercambio de gases, ya que tienen árboles respiratorios sujetados a la cloaca.

## Géneros
Caudinidae está integrado por los siguientes géneros:
- Acaudina Clark, 1907
- Caudina Stimpson, 1853
- Ceraplectana
- Hedingia Deichmann, 1938
- Microdactyla
- Paracaudina Heding, 1931